# Coleophora potentillae
Coleophora potentillae là một loài bướm đêm thuộc họ Coleophoridae. Nó được tìm thấy ở Fennoscandia to Pyrenees, và from Ireland to Ba Lan.
Sải cánh dài 8–10 mm. Con trưởng thành bay từ tháng 6 đến tháng 8. Có một lứa một năm.
Ấu trùng ăn Rosaceae herbs và shrubs (Potentilla, Rosa, Rubus) và some các loài thực vật khác (e.g. Helianthemum or birches, Betula).